# کرم آنگلیز
کرم آنگلیز (به انگلیسی: English cream)، یک کاستارد سبک در آشپزی فرانسوی است که به عنوان سس در دسرها استفاده می‌شود.